# Derek Stepan
Derek Stepan (* 18. Juni 1990 in Hastings, Minnesota) ist ein ehemaliger US-amerikanischer Eishockeyspieler. Der Center absolvierte über 800 Partien für die New York Rangers, Arizona Coyotes, Ottawa Senators und Carolina Hurricanes in der National Hockey League (NHL). Den Großteil davon bestritt er für die Rangers, die ihn im NHL Entry Draft 2008 an 51. Position ausgewählt hatten. Sein Vater Brad war ebenfalls ein professioneller Eishockeyspieler.

## Karriere
Derek Stepan wurde bereits als High-School-Spieler im NHL Entry Draft 2008 in der zweiten Runde als insgesamt 51. Spieler von den New York Rangers ausgewählt. Anschließend spielte der Center zunächst zwei Jahre lang für die Mannschaft der University of Wisconsin–Madison in der National Collegiate Athletic Association, ehe er zur Saison 2010/11 einen Profivertrag bei den New York Rangers erhielt. Am 9. Oktober 2010 erzielte er bei seinem Debüt für die Rangers in der National Hockey League beim 6:3-Sieg über die Buffalo Sabres drei Tore. Dies gelang zuvor nur drei weiteren Spielern der NHL in ihrer über 93-jährigen Geschichte und keinem Spieler der New York Rangers. Für das NHL All-Star Game 2011 wurde er als einer von zwölf Rookies nominiert, die am Honda NHL SuperSkills teilnahmen.
Nach sieben Jahren in der Organisation der Rangers wurde Stepan im Juni 2017 samt Antti Raanta an die Arizona Coyotes abgegeben, die im Gegenzug Anthony DeAngelo sowie ein Erstrunden-Wahlrecht für den NHL Entry Draft 2017 nach New York schickten. In Arizona etablierte sich der US-Amerikaner ebenfalls als regelmäßiger Scorer und übernahm das Amt des Assistenzkapitäns, das er in der Folge drei Jahre lang innehaben sollte. Im Dezember 2020 wurde er im Tausch für ein Zweitrunden-Wahlrecht im NHL Entry Draft 2021 an die Ottawa Senators abgegeben, ehe sein Vertrag am Saisonende auslief. Er entschied sich daraufhin als Free Agent zu den Carolina Hurricanes zu wechseln, die seinen Vertrag im Oktober 2022 um ein weiteres Jahr verlängerten.
Anschließend beendete Stepan im Oktober 2023 offiziell seine aktive Laufbahn, in der er 890 NHL-Partien bestritten und dabei 515 Scorerpunkte verzeichnet hatte.

### International
Für die USA nahm Stepan an der U20-Junioren-Weltmeisterschaft 2010 teil, bei der er seine Mannschaft als Kapitän zum Weltmeistertitel führte. Er selbst erzielte in sieben Spielen 15 Scorerpunkte. Damit war er nicht nur Topscorer des Turniers, sondern mit zehn Assists auch noch bester Vorlagengeber. Zudem wurde er in das All-Star Team des Turniers gewählt. Für die Weltmeisterschaft 2011 wurde Stepan erstmals in den Kader der US-amerikanischen Seniorenauswahl für ein Turnier nominiert. Im Verlauf des Wettbewerbs kam er in allen sieben Begegnungen der USA zum Einsatz, erzielte sieben Scorerpunkte – womit er der beste Scorer des Teams war – und scheiterte mit der Mannschaft in den Viertelfinals gegen Tschechien. Zudem vertrat er sein Heimatland bei den Olympischen Winterspielen 2014.
Im September 2016 nahm Stepan mit dem Team USA am World Cup of Hockey teil, schied mit der Mannschaft jedoch bereits in der Gruppenphase aus.

## Erfolge und Auszeichnungen
- 2011 Teilnahme an der NHL All-Star Game SuperSkills Competition

### International
- 2010 Goldmedaille bei der U20-Junioren-Weltmeisterschaft
- 2010 All-Star-Team der U20-Junioren-Weltmeisterschaft
- 2010 Topscorer der U20-Junioren-Weltmeisterschaft
- 2010 Bester Vorlagengeber der U20-Junioren-Weltmeisterschaft

## Karrierestatistik

### International
Vertrat die USA bei:
- U20-Junioren-Weltmeisterschaft 2010
- Weltmeisterschaft 2011
- Olympischen Winterspielen 2014
- World Cup of Hockey 2016

(Legende zur Spielerstatistik: Sp oder GP = absolvierte Spiele; T oder G = erzielte Tore; V oder A = erzielte Assists; Pkt oder Pts = erzielte Scorerpunkte; SM oder PIM = erhaltene Strafminuten; +/− = Plus/Minus-Bilanz; PP = erzielte Überzahltore; SH = erzielte Unterzahltore; GW = erzielte Siegtore; 1 Play-downs/Relegation; Kursiv: Statistik nicht vollständig)